# Mascún
Le Mascún est une rivière (en espagnol : río Mascún) de la province de Huesca, en Aragon (nord de l'Espagne), sous-affluent de l'Èbre via le Cinca, le Sègre et l'Alcanadre.
Le Mascún est également considéré comme un ravin (en espagnol : barranco Mascún, barranco de Mascún, ou barranco del Mascún), lié à l'assèchement de son lit en période aride (été-automne), notamment pour les portions situées entre Saltador de las Lañas et Surgencía del Mascún (ou Fuente del Mascún), et entre Caos de los cazadores (ou Los Bozos de Palomera) et Puente de las Cabras (ou Puente Coda) à l'approche de la confluence avec l'Alcanadre

## Géographie
Le Mascún prend sa source au nord de la piste entre les villages abandonnés de Letosa et Bagüeste : au sud du village abandonné de San Hipólito ((an)San Poliz) et se jette dans l'Alcanadre, au sud du village de Rodellar, dans le bief final de la section sportive nommée « Barrasil ».
Le bassin versant du Mascún est approximativement compris entre le village de Rodellar (au sud), les villages abandonnés de Otín, Letosa et Bagüeste, et le quartier de Cheto (au nord du village de Rodellar), dans le sens des aiguilles d'une montre) entre les sierras Lupera (à l'ouest, rive droite du Mascún), Fraixineto (au nord) et Balced (ou Balcés, ou Balzez, à l'est, rive gauche du Mascún).
La surgencia de Mascún (également nommée fuente del Mascún) est une résurgence, intermédiaire dans le lit du Mascún, qui alimente la rivière (souvent à sec en été) sur quelques centaines de mètres du nord de Rodellar au sud de Rodellar, tandis que la source est située plus en amont, au sud du village abandonné de San Hipólito, né de la réunion des ravins de San Lorenzo et de San Hipólito.
Parfois, le ravin de San Lorenzo est considéré comme partie du lit du Mascún, faisant ainsi naître la rivière plus au nord : au nord du village abandonné d'Alastrué.

## Randonnée, canyonisme, VTT, escalade et via ferrata dans le Mascún
En traversant les plateaux calcaires, le Mascún a formé de profonds ravins, canyons, gorges et chaos, qui sont très prisés par les pratiquants de randonnées, canyonisme, VTT, via ferrata et d'escalade.

### Randonnées

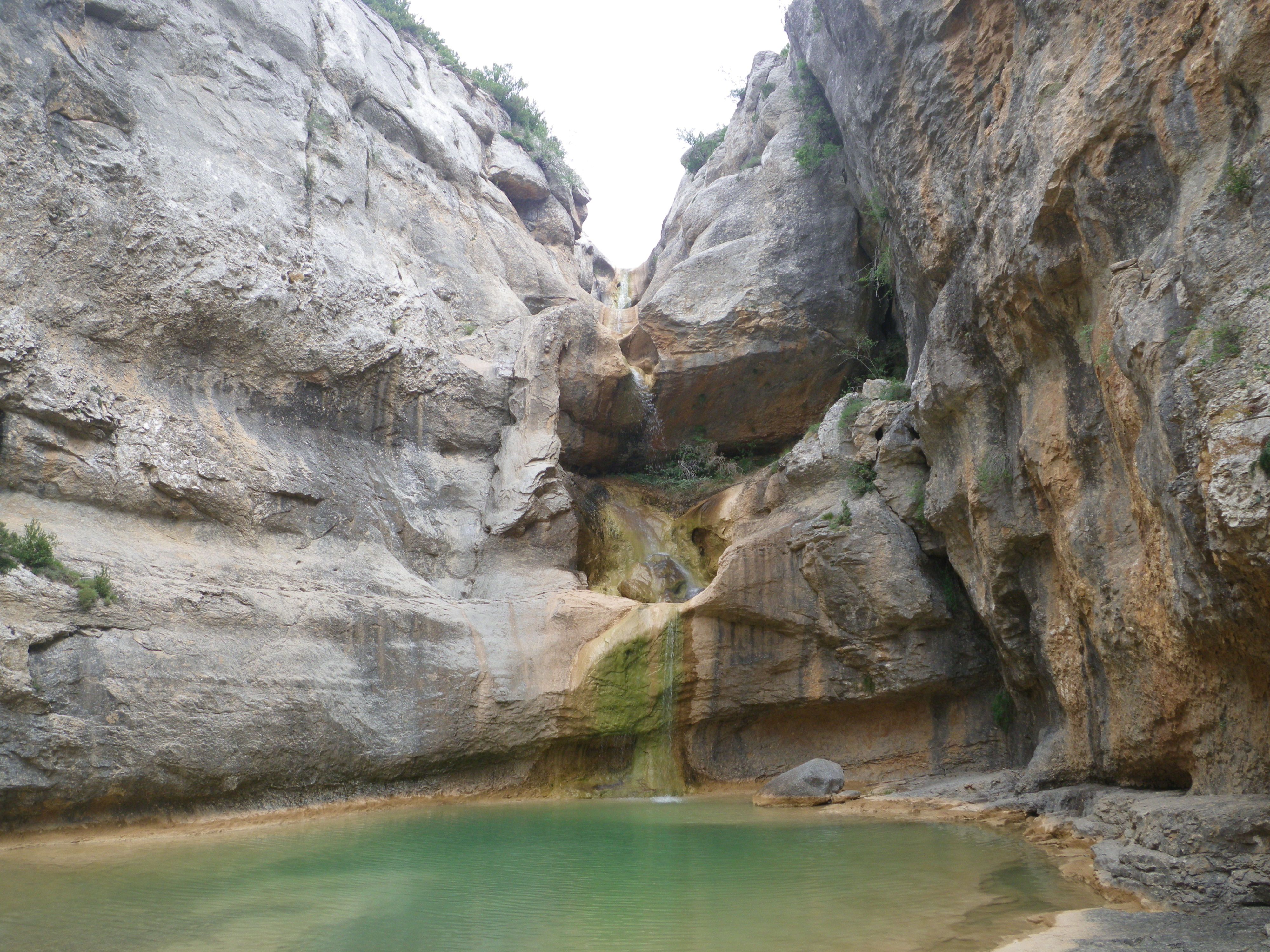
Saltador de las Lañas, réel départ de la descente sportive du « Mascún supérieur »

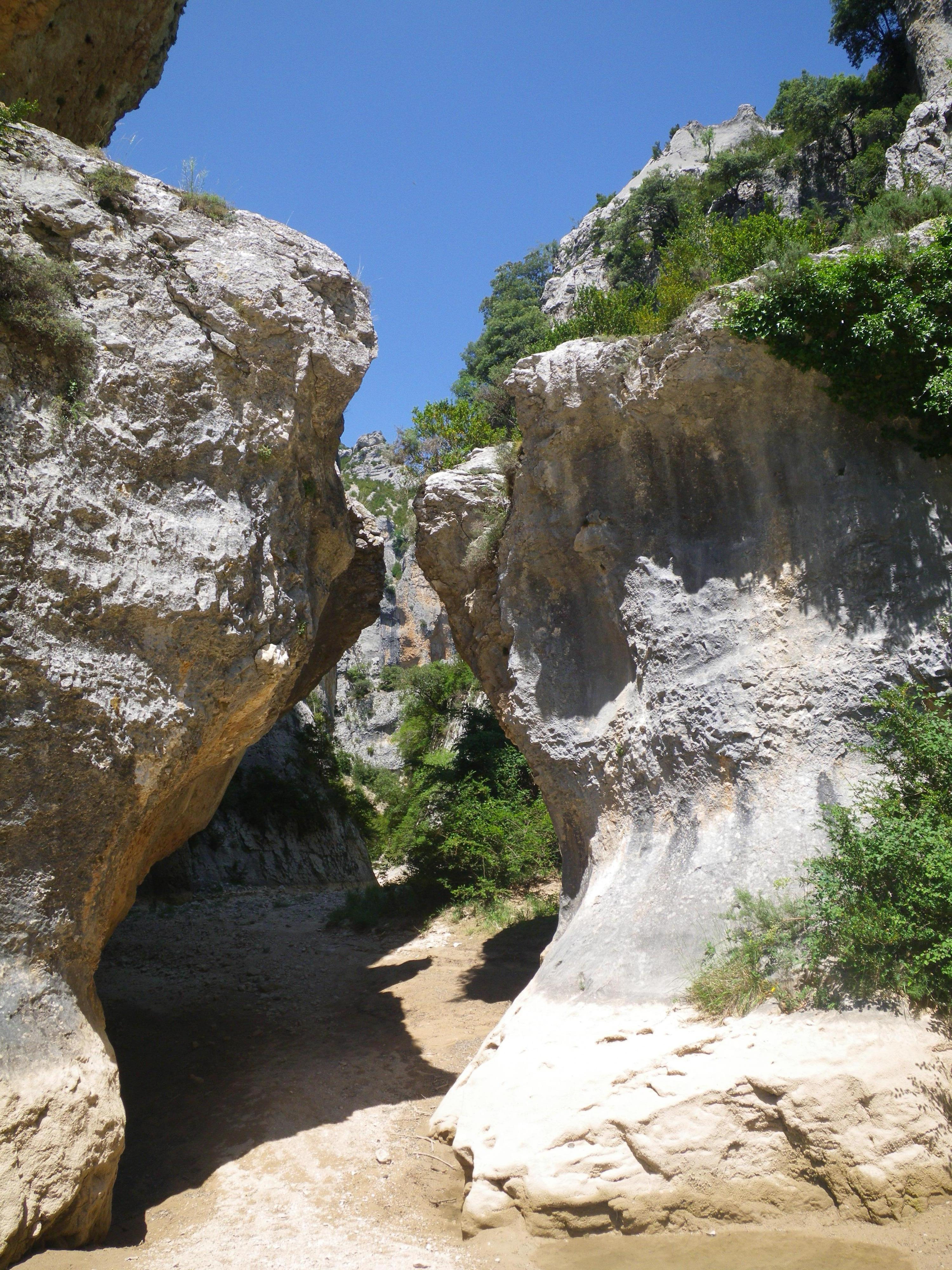
El Beso, le lien entre les roches des deux rives ; le lit du rio est à sec en cette période (juin)

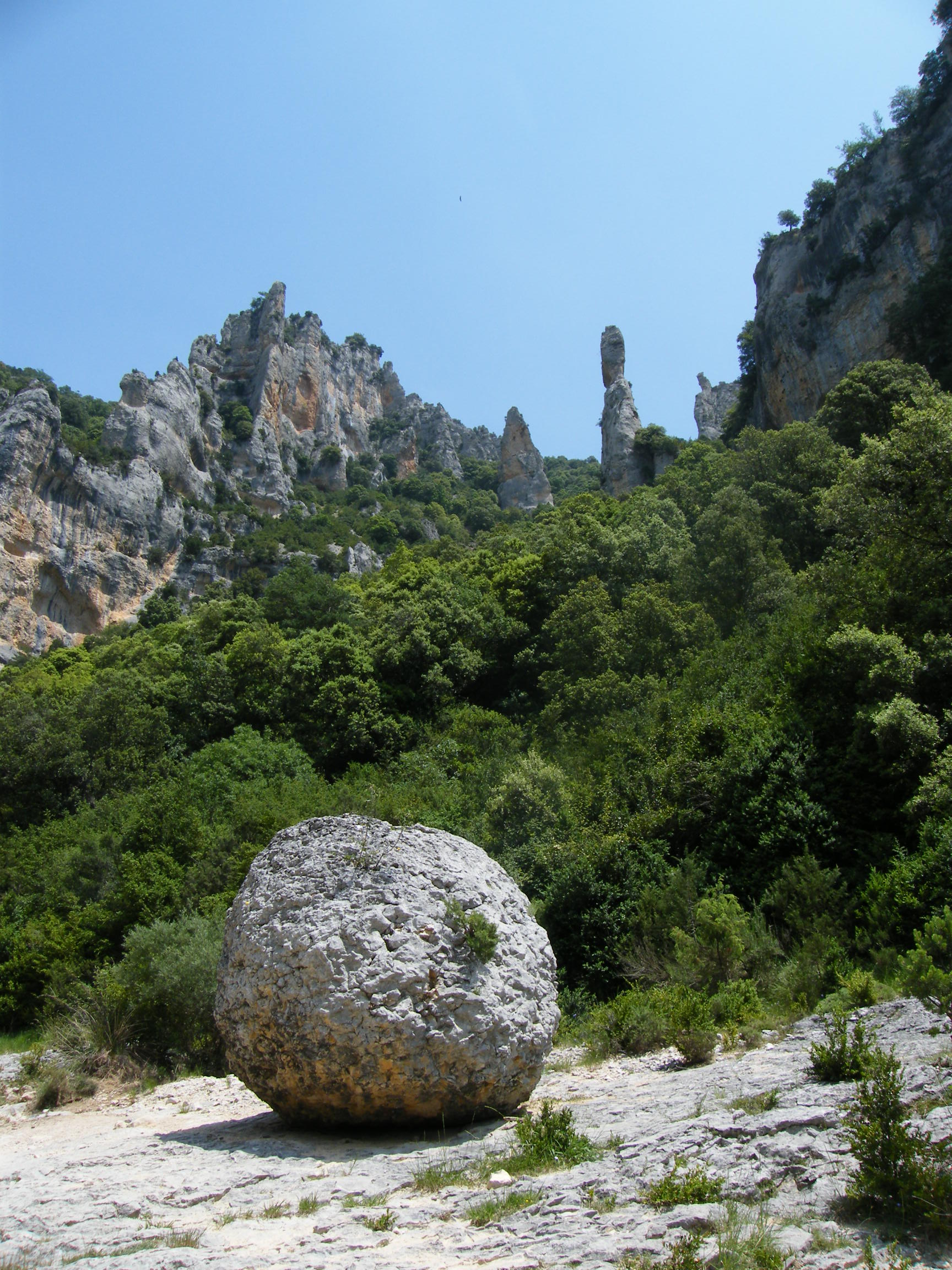
Dans le lit du Mascún, dans la portion nommée « Mascún inférieur », rive gauche, ce gros bloc de pierre presque sphérique, appelé El Bolo del Real, O Bolo d’o Real, ou La Bola

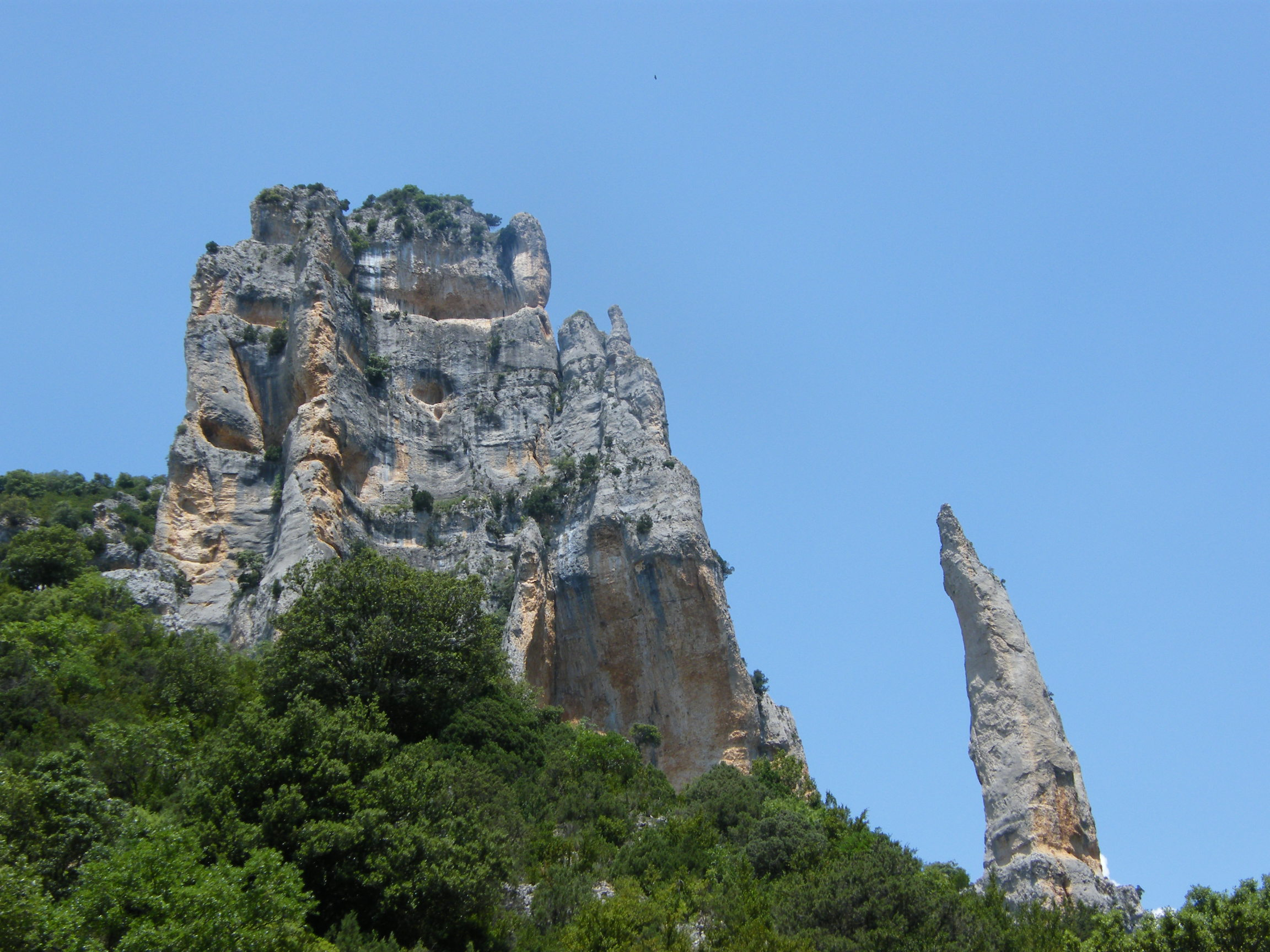
Depuis le lit du Mascún, vue en contre plongée de La Ciutadella et de l'aiguille Cuca Bellostas

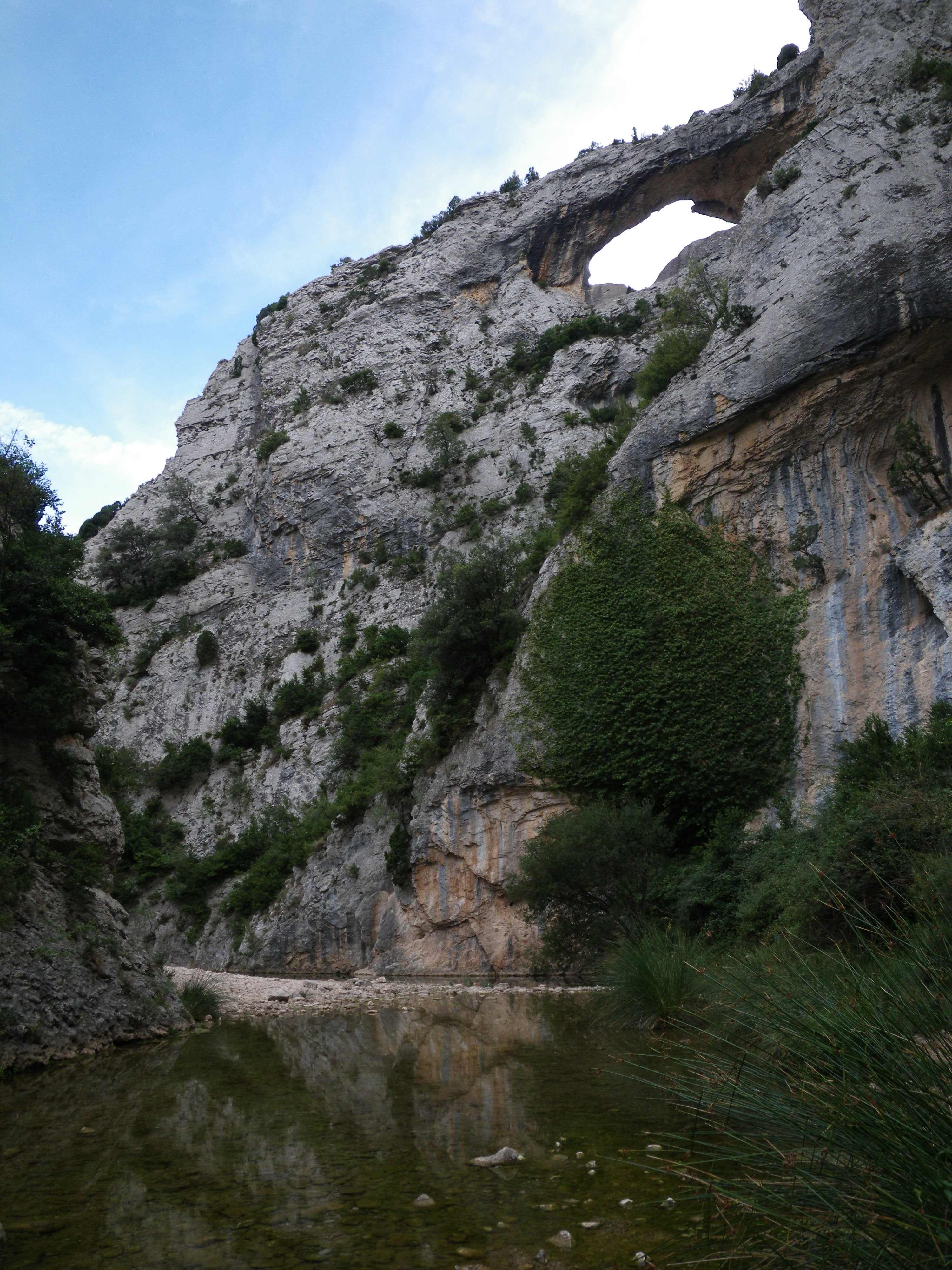
Depuis le lit du río Mascún (approximativement à l'arrivée de Garganta baja – depuis Bara, Nazare, dolmen de Losa Mora –), El delfín : une découpe dans la falaise ressemblant à un dauphin ; cette ouverture est le côté nord du secteur d'escalade nommé Las Ventanas

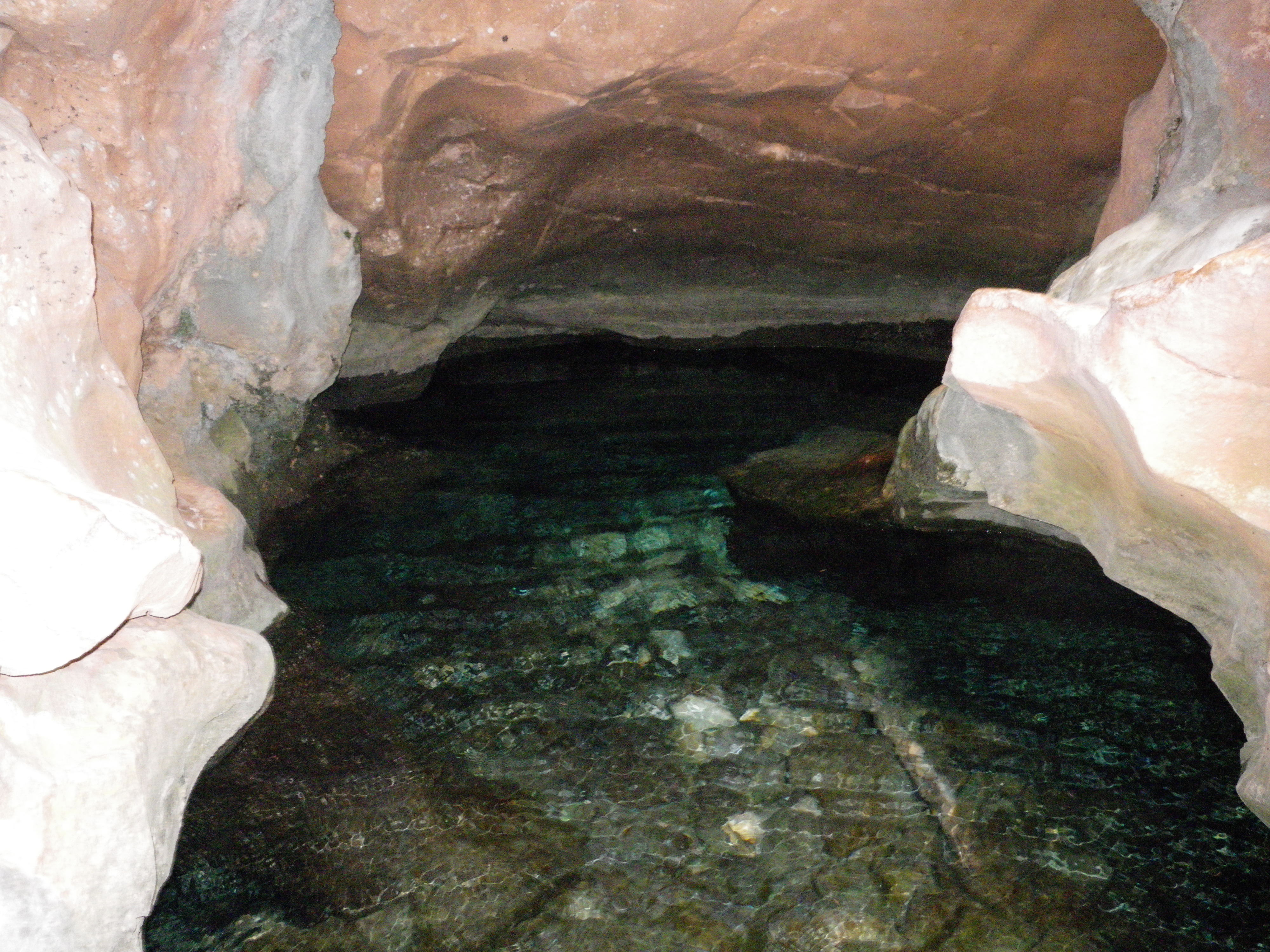
La surgencia de Mascún (également nommée fuente del Mascún) est une résurgence, intermédiaire dans le lit du Mascún, qui alimente la rivière (souvent à sec en été) sur quelques centaines de mètres du nord de Rodellar au sud de Rodellar, mais ce n'est pas la véritable origine du Mascún située beaucoup plus en amont

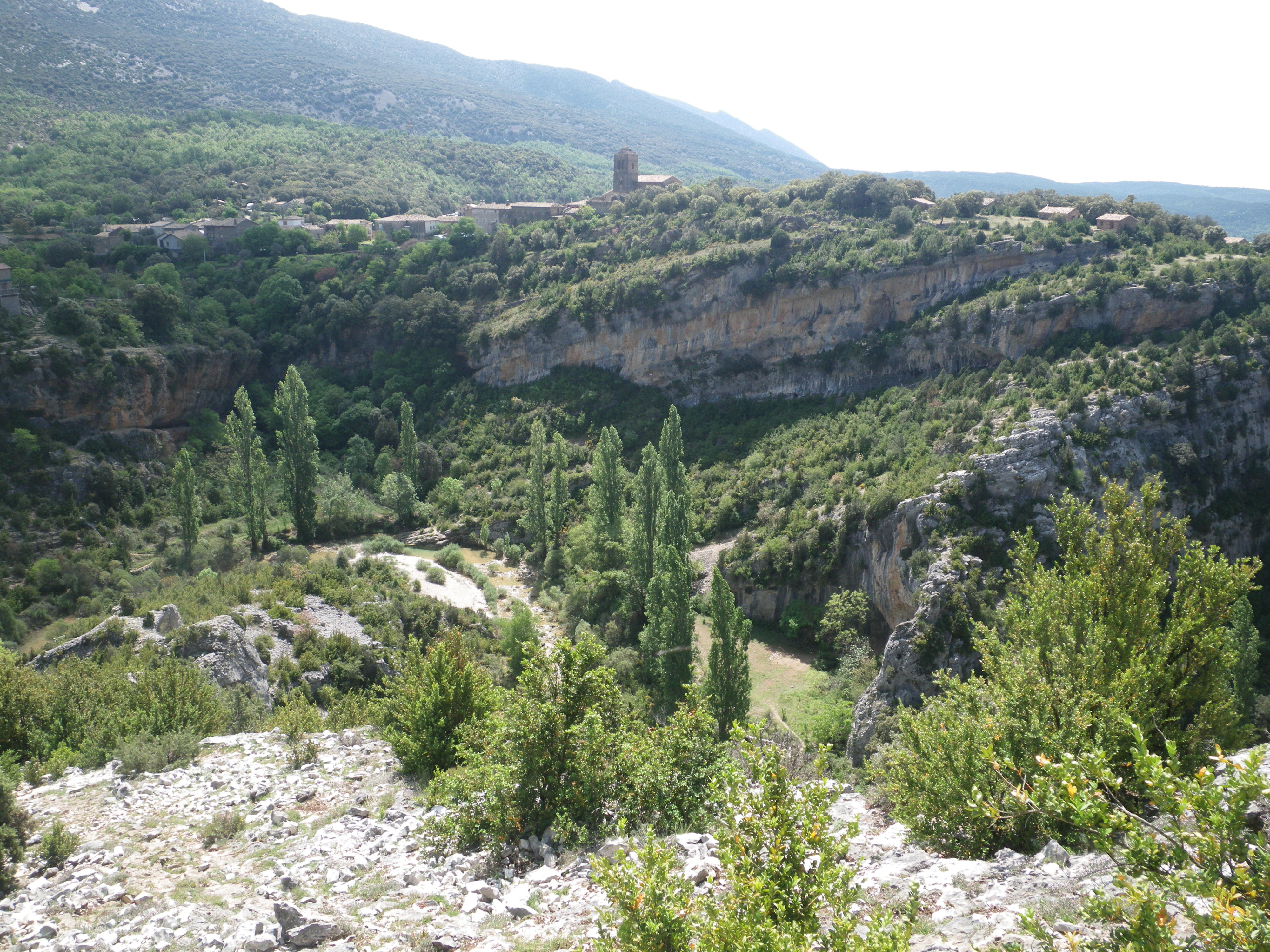
Le village de Rodellar, sur la falaise, et le lit du río Mascún, en contrebas

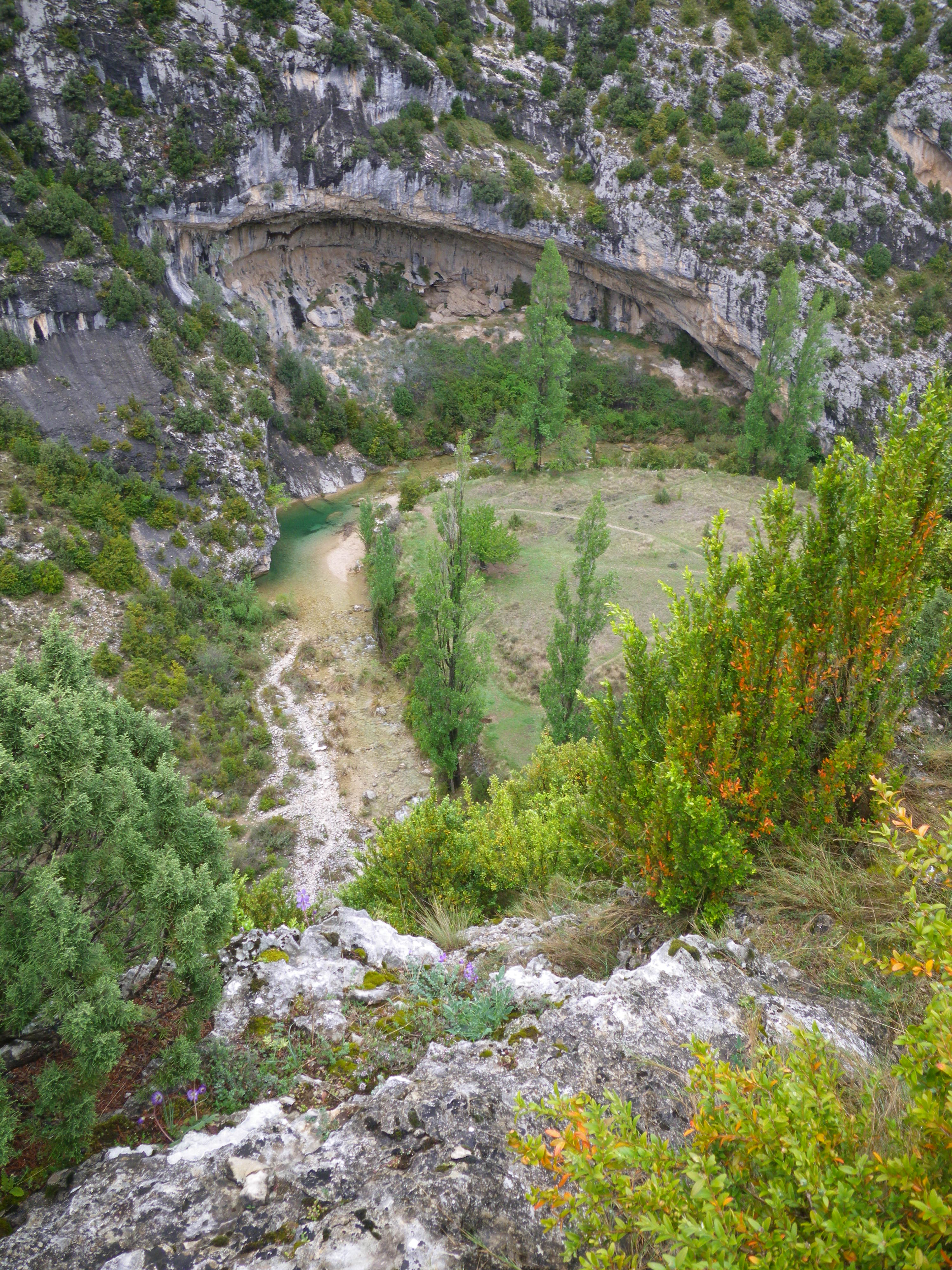
Un méandre du Mascún, au pied de la falaise où est installé Rodellar ; une piscine naturelle près d'un cerisier (plein centre de l'image) et d'un figuier (en bord du rio)

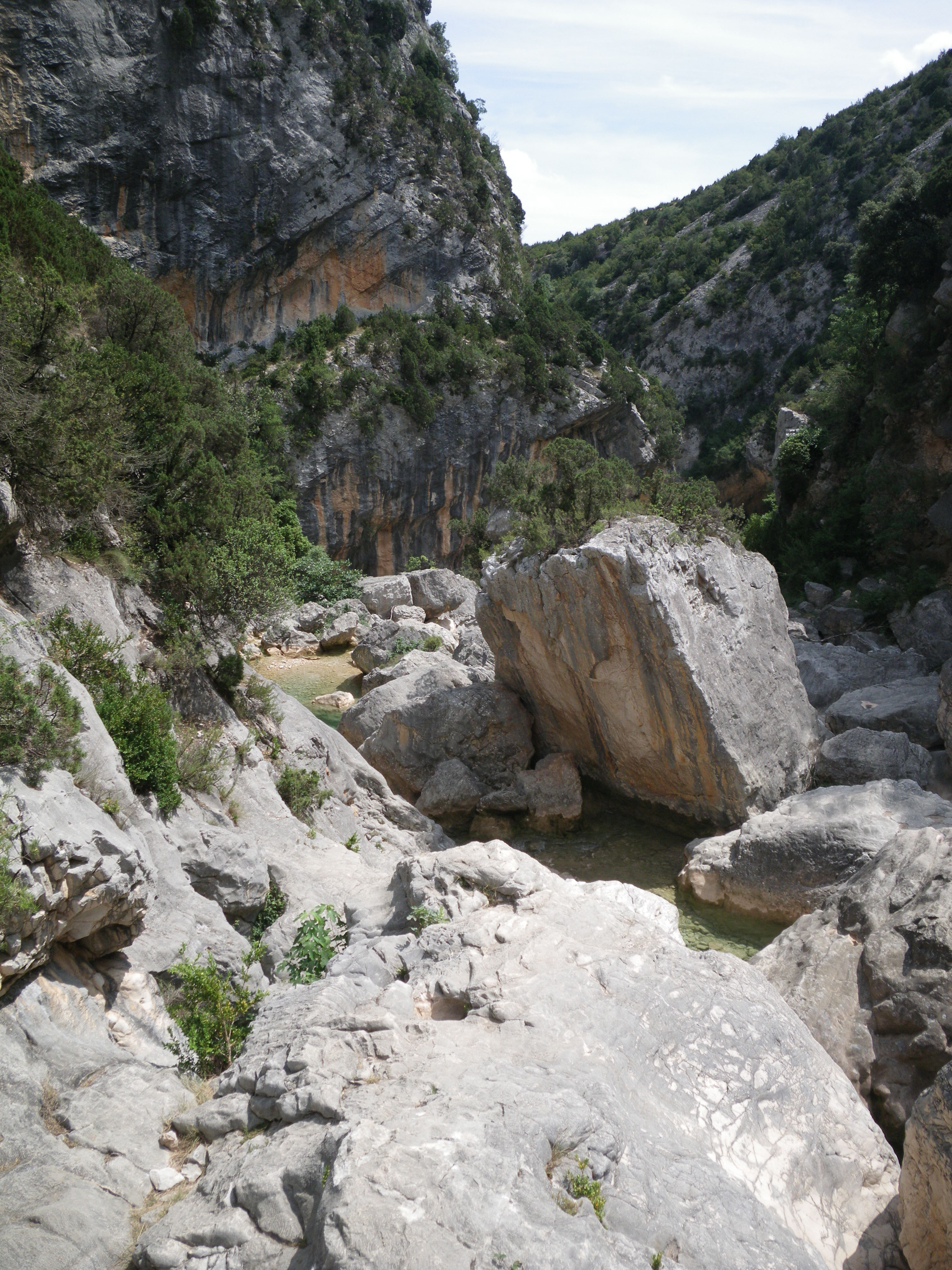
Dans le lit du « Petit Mascún », le chaos Los Bozos de Palomera

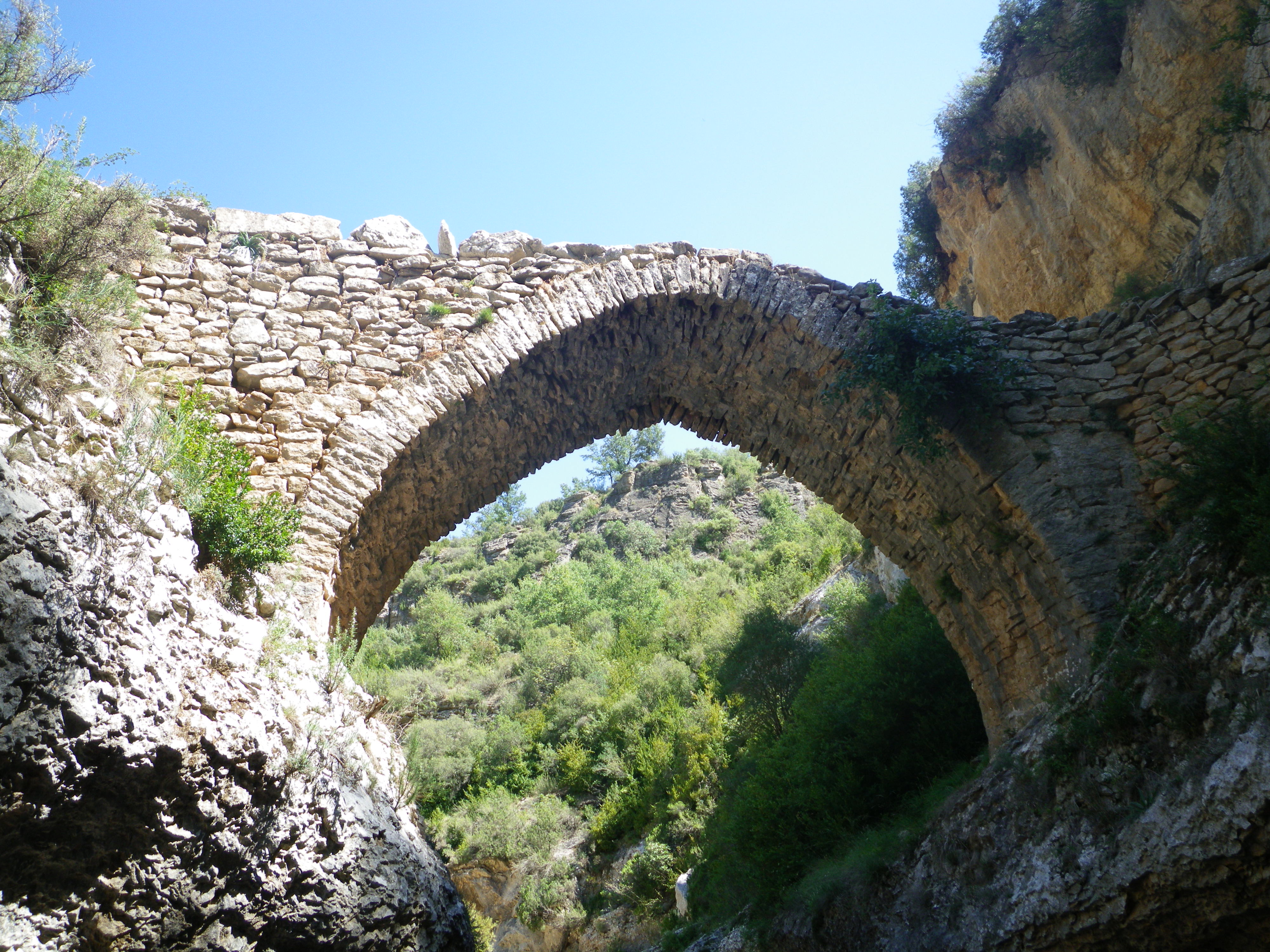
Vue en contre-plongée, depuis le lit du río Mascún du Puente de las Cabras (ou Puente Coda), au sud de Rodellar : pont au-dessus du Mascún, peu avant la confluence avec l'Alcanadre

De nombreuses randonnées existent dans, et autour du Mascún :
- dans, depuis, ou vers le Mascún :
  - depuis le Mascún, dans son lit, en remontant vers el Beso, en profitant des voies d'évitement ;
  - depuis le Mascún, dans son lit, en descendant vers el puente de las cabras, selon l'eau présente (portion infranchissable « à sec » – même sans eau dans le Mascún – en aval de la cueva de las Cazadores) ;
- de Rodellar à l'Alcanadre :
  - depuis le Mascún, en remontant, puis descendant jusqu'à la fin de Gorgas Negras, et le début du Barasil, par le plateau de Plana Alta ;
  - depuis le Mascún, en remontant, puis descendant jusqu'à la piscineta (lieu d'escalade, sur les falaises de l'Alcanadre ;
  - depuis le Mascún, en descendant vers El Puente (et le camping éponyme), puis la rive de l'Alcanadre, vers Pedruel, ou plus en aval vers San Saturnino.
  - depuis Rodellar, ou le Mascún, vers l'Ermitage de la Vierge (Ermita de la Virgen del Castillo) ;
  - depuis le Mascún, vers Otín (rive gauche), par le sentier d'Otín ;
  - depuis le Mascún, vers Otín (rive gauche), par el Beso (camino del Turmo) ;
- autour du Mascún :
  - du lit du Mascún (ou le long lu lit) :
    - depuis Rodellar, le long du Mascún, en longeant la falaise (rive droite) vers l'aval, en passant à côté de el puente de la Cabras (sans le traverser), et en se dirigeant vers el Puente (el Puente de Pedruel, pont sur l'Alcanadre – et camping éponyme) ;
    - depuis Rodellar, via le lit du Mascún, vers Nasare, par la tranchée d'Andrebod (ou Andrebot, rive gauche), avec, à Nazare, vue spectaculaire sur le río Used, affluent de l'Alcanadre ;
    - depuis Rodellar, via le lit du Mascún, vers Losa Mora (dolmen rive gauche), retour par Otín, puis descente vers le lit du Mascún et retour à Rodellar;

  - en périphérie :
    - tour du Mascún[1] (approx. 25 km, 6 H ; dénivelés cumulés : +1 200 m, −1 200 m ; point le plus bas 700 m, le plus haut 1 530 m), par les pistes : Rodellar, Otín, Letosa, Bagüeste, cresta del Balced, Rodellar ;
    - tour du Mascún[2],[3] (approx. 20 km, 6 H ; dénivelés cumulés : +1 700 m, −1 700 m ; point le plus bas 750 m, le plus haut 1 200 m), par les sentiers défrichés (défrichés en 2014-05) : Rodellar, Cheto, Os Fornazos, Os Cochas, saltador de las Lañas, Raísen, Otín, Rodellar ; (ce second parcours étant plus proche des falaises, et du río ; donc plus sauvage)

### Canyonisme
La portion du Mascún, approximativement située depuis le chemin entre Letosa et Bagüeste (en réalité au nord-est du barranco Raísen), jusqu'au chemin de la montée vers le village d'Otín (depuis le lit du Mascún), se nomme « Mascún supérieur ».
La portion du Mascún, approximativement située depuis le chemin de la montée vers le village d'Otín (ou el Beso), jusqu'à la surgencia del Mascún, se nomme « Mascún inférieur ».
Une autre section, pratiquée et intéressante (réalisable avec des enfants), existe depuis le bas des falaises de Rodellar jusqu'au bief de la confluence du Mascún avec l'Alcanadre, et est nommé « petit Mascún ».
Même si la période « idéale » pour effectuer la descente du « Mascún supérieur » se situe d'avril (fin avril) à juin (début juin), il n'est pas rare de bénéficier de périodes favorables à d'autres dates (ou d'être déçu durant la période « idéale » indiquée : la nature reste maître).

### VTT
Les recommandations de la comarque de Barbastro, pour vos activités en VTT sont :
- utilisez un casque ;
- respectez la priorité des piétons et les normes générales de circulation ;
- respectez la signalisation des routes ;
- informez une personne de votre parcours si vous allez circuler en solitaire ;
- avant de partir, vérifiez l’état de votre vélo et informez-vous du temps et de la route ;
- n’oubliez pas d’emporter avec vous de l’eau, des accessoires de réparation et un téléphone portable ;
- ne sous-estimez pas les difficultés techniques des parcours. Choisissez-les en fonction de votre aptitude technique et physique ainsi que de la période de l’année ;
- soyez d’autant plus prudent en période de chasse ;
- respectez les zones privées, le patrimoine culturel, les activités agricoles, d’élevage et forestières et l’environnement, évitez de jeter des déchets ;
- la région du Somontano de Barbastro ne sera pas responsable de la mauvaise utilisation des parcours, ni des imprudences commises par les usagers ;
- pour plus d’information et téléchargements de pistes VTT : www.somontano.org.

### Escalade
Les falaises bordant le lit du Mascún sont parmi les plus réputées des fans d'escalade (varape) :
- la nature calcaire de ces falaises,
- la situation dans les pré-Pyrénées, dans le Nord de l'Espagne,
- le climat semi-méditerranéen,
- l'encaissement des vallées et canyons, leur orientation principalement nord/sud, avec des méandres, permettant de trouver des situations favorables en été (abri du soleil), comme en hiver (climat tempéré, avec du soleil).

La qualité de la pierre, la multiplicité offerte par le nombre de voies et de difficultés, la générosité de l’environnement, la proximité immédiate d'autres sites de grimpe (barranco de la Virgen, les  sites sur l'Alcanadre – piscineta, pequeño paradiso, ... –, ou, plus loin Riglos), font de cette destination l'une des majeures du monde.
Les différents sites d'escalade sont nommés d'après le nom de leurs « inventeurs » ; ou selon leur imagination... ;
De même pour les voies.

### Via ferrata
Face à la tranchée d'Andrebot (ou d'Andrebod), également appelé « barranco de Andrebot » ou « Garganta baja », un piton rocheux : l'espolón de la Virgen (« éperon de la Vierge »), est équipé pour un parcours en via ferrata, jusqu'à l'Ermitage de la Vierge (Ermita de la Virgen del Castillo).
Depuis le village de Rodellar, en descendant dans le lit du rio, et en remontant la rivière jusqu’à la résurgence surrencia de la Virgen (ou surgencia del Mascún), après le virage à angle droit à droite, une falaise en forme de coin sur la droite (dans le sens de la progression – rive gauche du Mascún –), faisant face à la tranchée d'Andrebot (rive droite du Mascún), et est équipée pour grimper les 250 m de dénivelé.
La via ferrata Espolón de la Virgen, équipée en 2001 été fermée en 2013 pour raison de sécurité.
Elle a été rouverte, courant avril 2015, après avoir été rééquipée.

### Limitations d'usage et de pratiques
Le lit, les falaises et les abords du Mascún se situent dans le Parc naturel de la Sierra et des gorges de Guara ; des restrictions d'accès et des réglementations de pratiques et d'équipements s'appliquent, selon la règlementation des autorités du gouvernement d'Aragon.
Ceci permet de protéger la flore et la faune sauvage, spécialement préservés dans ce périmètre.

### Recommandations de pratiques, et de préservation de la nature
Les recommandations de la comarque de Barbastro, pour vos activités touristiques sont :
- ne partez pas seul, soyez accompagné d'au moins une personne ;
- évitez de quitter les chemins et sentiers balisés, les raccourcis ne servent qu'à détériorer le sol, créer des ravins ;
- contrôlez vos animaux de compagnie ;
- emportez vos déchets, déposez-les aux points de collecte ;
- laissez tout, tel que vous l'avez trouvé : fermez les barrières et grilles rencontrées sur votre chemin ;
- respectez les plantes et les animaux, nous pourrons ainsi tous en profiter en les observant ; de plus, n'oubliez pas qu'ils sont protégés par la loi ;
- dans les zones protégées, informez-vous au préalable des interdictions ;
- n'allumez jamais de feu, même aux endroits qui semblent prévus à cet effet ;
- ne pratiquez pas le camping sauvage ; respectez les endroits prévus à cette fin ;
- utilisez un véhicule à moteur le moins possible : utilisez-le sur la route, et le strict nécessaire sur les pistes ;
- traversez toujours les terres cultivées par les sentiers, et ne marchez jamais sur les semences ;
- n'oubliez jamais d'amener avec vous : imperméable, gourde, casquette et lunettes de soleil ; une boussole, une bonne carte un guide des plantes et des animaux peuvent également vous être utiles ; dans tous les cas, prenez les informations météorologiques avant votre sortie !

## Hydrologie
Les principaux affluents du Mascún sont :
- sur la rive gauche, les ravins :
  - barranco Raísen
  - barranco Otín
- sur la rive droite, les ravins :
  - barranco Os Cochas
  - barranco Os Fornazos
  - barranco de la Virgen.

La partie haute, entre la source et le saltador de las Lañas (approximativement), reste en eaux (même pauvres) toute l'année.
Par contre, en été, les portions situées entre :
- Saltador de las Lañas et Surgencía del Mascún
- Caos de los cazadores (ou Los Bozos de Palomera) et, en amont du Puente de las Cabras (ou Puente Coda), à l'approche de la confluence avec l'Alcanadre

sont à sec.
La Surgencía del Mascún alimente le lit de la rivière au pied du village de Rodellar, le long des falaises qui y conduisent (jusqu'au Caos de los cazadores (ou Los Bozos de Palomera) / cascade de los cazadores, souvent asséchés de juillet à octobre).
Ces situations sont bien sûr changeantes selon les années, le climat général et la pluviométrie instantanée.

## Lieux remarquables
Le long du Mascún, lors de sa descente, plusieurs lieux, remarquables, se révèlent :
- dans le lit supérieur (avant Rodellar) :
  - Saltador de las Lañas
  - Cascada de Peña Guara
  - El Beso
  - La Costera
  - La Bolla
  - La Ciudadela
  - La Cuca Bellostas (Las Bellostas)
  - La Surgencia de Mascún ; Fuente de Mascún
  - El Delfin
    - La Ventana (Las Ventanas)

  - Virgen del Castillo
  - La Solana
- dans le lit inférieur (après Rodellar) :
  - Caos de los cazadores (ou Los Bozos de Palomera)
  - Puente de las Cabras

## Étymologie
« maskun », « maskûn », « maskhun », « maskhrun »,… : l'étymologie n'a pas clairement été établie :
- certains savants ont proposé une explication, selon la « maskhun » arabe : « lieu habité par des esprits, les démons, ou les êtres surnaturels »[8] (ou « maskûn » – possédé, habité –, selon Mohammed El Bachari[9])
- d'autres, tel Robert Aymard[10] (s'appuyant sur des travaux de Wilhelm Meyer-Lübke[11] et de Joan Coromines[12] – ou Corominas –), proposent une origine aragonaise : « masca » (sorcière) ; Coromines, cité par Aymard, dissocie trois thèmes connexes de l'étymologie romane : « masca (ou maska) » – sorcière –, attesté dès 643, d'origine européenne, germanique ou celtique ; «  máscara » – masque –, un vocable arabe (donc postérieur) désignant un « bouffon » ; «  mascarar » – barbouiller –, amalgame possible des deux précédents.
- mais Jesús Vázquez Obrador[8] penche plutôt pour l'étymon pré-romaine : en basque, il existe des « bulles à la surface de l'eau » (« maskulo »), et des « bulles qui remontent dans l'eau » (« muskulu ») ; ainsi « maskun » serait le nom de la source, puis du ravin où s'écoule cette source.